# Internet café

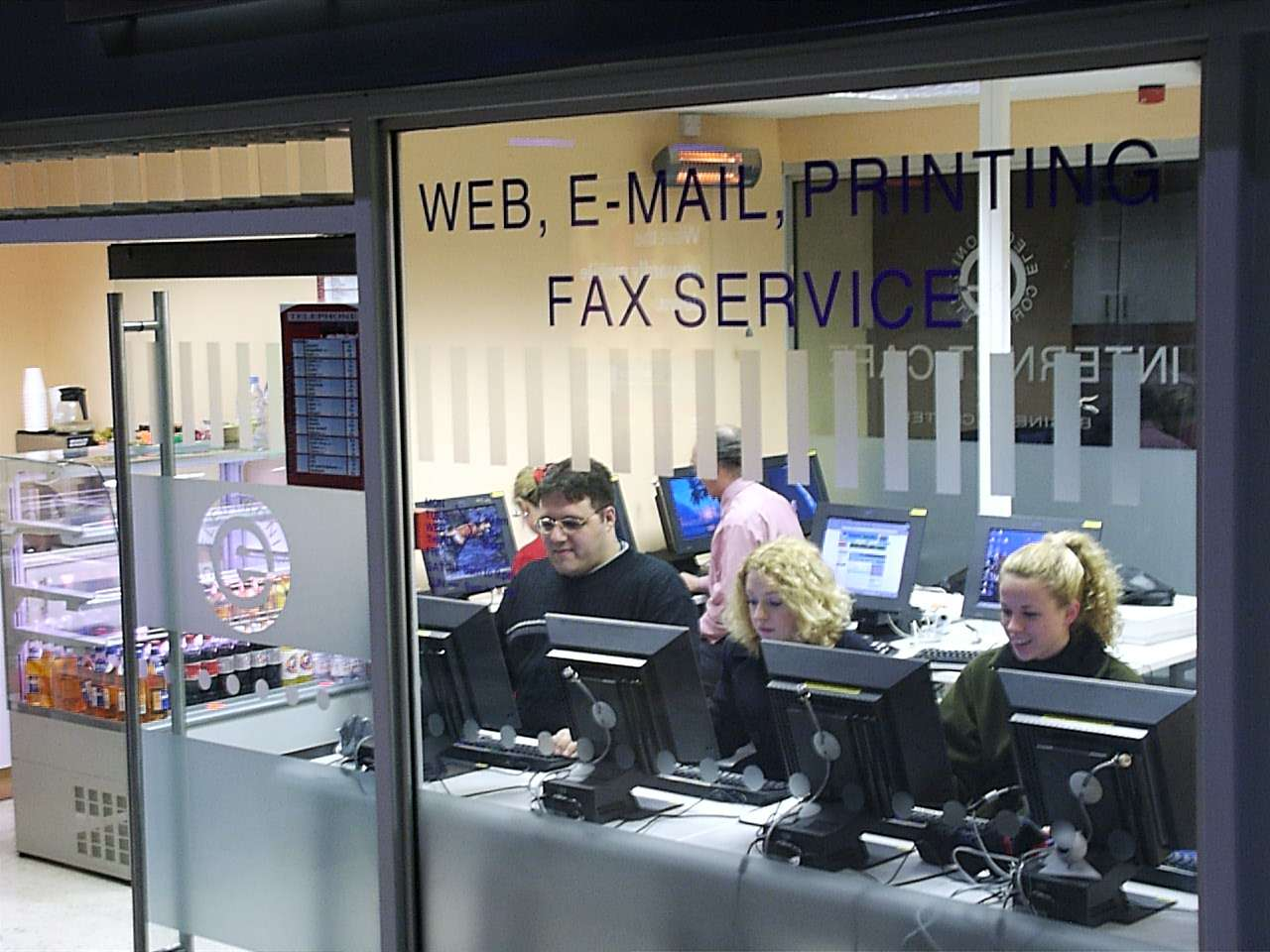
Un internet café modern

Internet café denumită și cyber café în traducere cafenea de internet, este o unitate comercială care oferă acces la internet, în general contra cost.  
Cafenele de internet pot fi amplasate și în locuri publice, cum ar fi un restaurant fast-food. În instituții de învățământ, biblioteci, accesul la internet este gratuit. În țările dezvoltate, numărul acestora este în scădere, în timp ce continuă să fie omniprezente în multe țări în curs de dezvoltare și în țările emergente unde sunt considerate principala formă de acces la internet. 
O cafenea internet oferă în principal acces cu plată la servicii de Internet și e-mail. În plus, sunt posibile alte servicii, cum ar fi transferul de date pe disc, imprimare, digitizarea imaginilor sau încărcarea cartelelor preplătite pentru telefoanele mobile. Cafetele de internet sunt, de asemenea, populare pentru jocurile video online conectate prin mai multe calculatoare.

## Scurt istoric

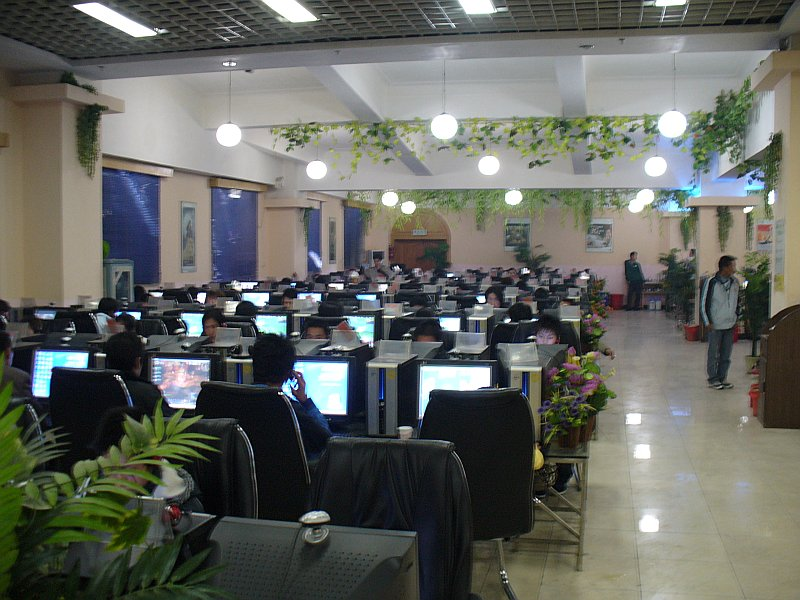
Internet café în China

Conceptul de cybercafé este legat de mișcarea artistică din California din anii 1980. În 1984, în Santa Monica, a fost fondată prima „cafenea electronică” de către doi artiști: Kit Galloway și Sherrie Rabinowitz, cu ocazia Festivalului Olimpic de Arte din Los Angeles.
Inițial, conceptul a fost acela de a interconecta mai multe comunități sau grupuri etnice folosind acest mediu pentru a scoate la iveală un nou spațiu de schimb și colaborare cu evenimente virtuale, cum ar fi concerte. 
Prima cybercafé care s-a deschis în mod oficial, este Café Cyberia (numită acum BTR Internet Café) din West End, Londra (39, Wiltshire Road). A fost deschisă la 1 septembrie 1994.
În 2015, China avea 146.000 de cafenele de internet cu 20 de milioane de utilizatori zilnic, valori care cresc continuu de la an la an.
În România, internet café-urile au reprezentat o adevărată revoluție în perioada 1996-2000, majoritatea românilor nu dețineau un calculator acasă acestea nefiind accesibile datorită prețului ridicat. Din acest motiv, foarte mulți mergeau la un internet café pentru învățarea calculatorului și navigarea pe internet. La un moment dat, existau numai în București în jur de 1.000 de cafenele internet.

### Avantaje și dezavantaje

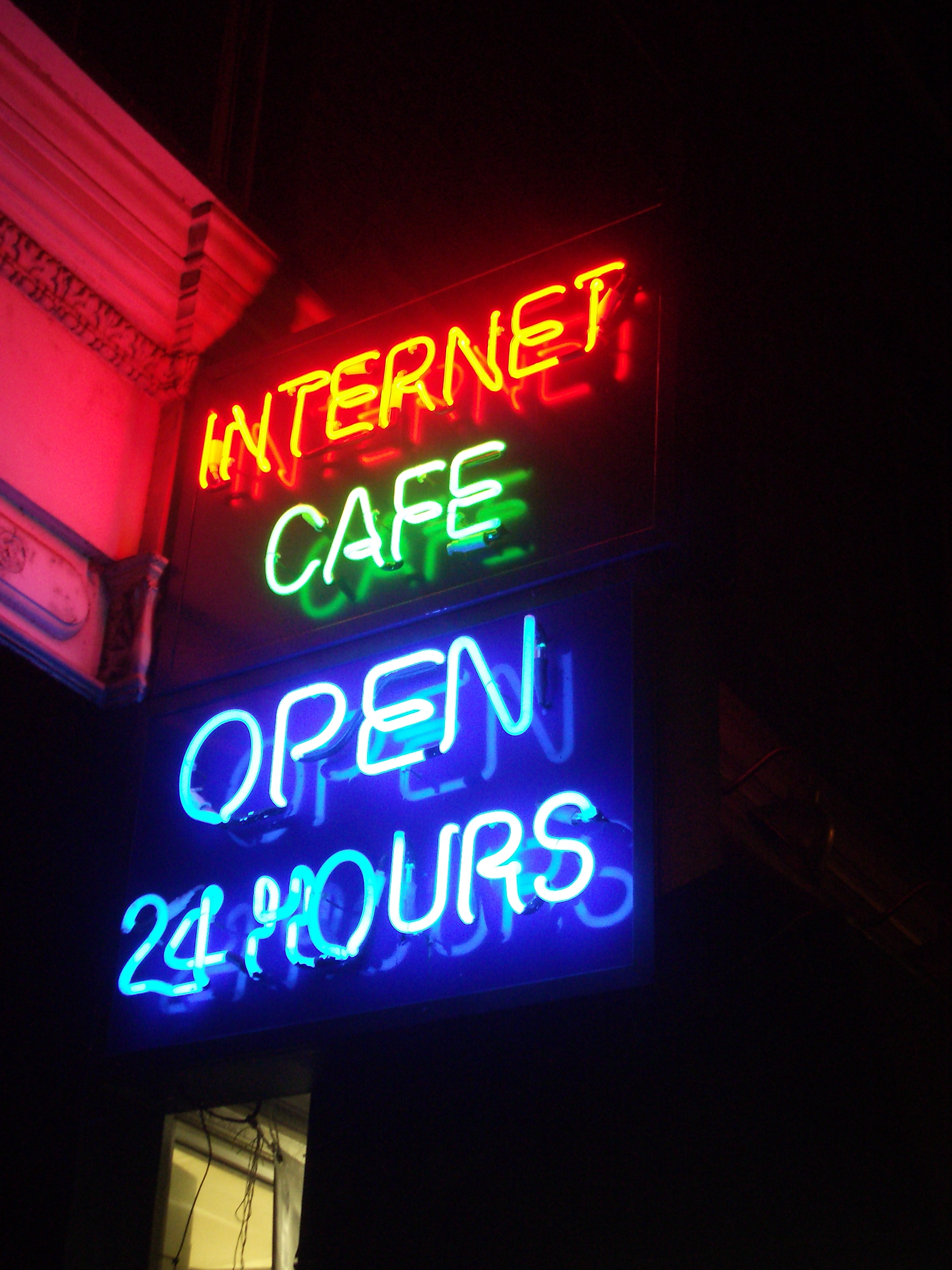
Internet café deschis nonstop

În țările în care accesul la internet sau la calculator nu este accesibil sau disponibil, un internet cafe poate oferi populației locale avantajele oferite atât de calculatoare, cât și de conectarea la internet. Pentru perioade scurte de timp, utilizarea unui internet cafe este mai ieftină decât închirierea unui computer pentru activități legate de calculator. În majoritatea țărilor, costul internetului la cybercafele este mult mai ieftin decât alte alternative, iar viteza medie a internetului este mai rapidă decât internetul la domiciliu.
Există și anumite dezavantaje. Un internet cafe nu este un loc potrivit pentru informații sensibile personale sau legate de locul de muncă, deoarece acestea prezintă riscuri considerabile de securitate. În plus, nu sunt la fel de confortabile. Acestea pot fi aglomerate și uneori pot funcționa cu un program limitat. De asemenea, descărcările de la internet pot fi limitate pentru a păstra lățimea de bandă.

## Hardware
De obicei, cele mai multe cybercafe au computere de înaltă performanță și sunt adesea potrivite pentru jocuri video online. De asemenea, dispun de imprimante, scanere și alte periferice similare pentru uzul clienților. Toate calculatoarele și celelalte dispozitive sunt conectate între ele la servere prin switch de rețea cu rețeaua locală (LAN), pentru a permite partajarea liniei internet. 

## Software
Pentru administrarea și controlul unei cybercafe, s-au dezvoltat software-uri specifice, gratuite sau comerciale, care permit gestionarea: timpului de utilizare, blocarea accesului,  furnizarea gratuită sau plătită a jocurilor și, de asemenea, efectuarea contabilității. În plus, aceștia pot conține o bază de date a clienților, evaluări statistice, funcții de întreținere etc.
Conexiunea la Internet este de obicei efectuată prin acces DSL. Browserele Internet Explorer și Mozilla Firefox sunt disponibile în majoritatea cafenelelor. 
Securitatea este una dintre cele mai importante considerente pentru orice servicii de internet. Este esențială prezența unor programe firewall, antivirus și anti-malware necesare pentru a oferi un nivel de protecție de bază.
Exemple de software de administrare:
Windows:
- Antamedia
- CyberCafePro
- Krisan Cafe
- MyCyberCafe gratuit
- HandyCafe gratuit
- TrueCafe gratuit[6][7]

Linux:
- gBilling
- Dharma-netcafe cross platform (Linux, Windows, Mac OS X)
- Mkahawa
- ICSoft
- OutKafe Arhivat în 27 noiembrie 2010, la Wayback Machine.[8]